# Aaron Schroeder
Pour les articles homonymes, voir Schroeder.
Aaron Schroeder est un auteur-compositeur américain, né le 7 septembre 1926 à Brooklyn et mort le 2 décembre 2009 à Englewood.

## Biographie
Aaron Schroeder devient membre de l'American Society of Composers, Authors and Publishers (ASCAP) en 1948. Il fait également partie de la National Academy of Recording Arts and Sciences (NARAS). Durant sa carrière, il travaille sur plus de 1 500 chansons en tant que compositeur, parolier ou producteur.
Il écrit pour des artistes comme Roy Orbison, Nat King Cole et Pat Boone. En 1955, il est employé par la société d'édition musicale Hill and Range (en), ce qui lui donne l'occasion d'écrire pour Elvis Presley,. Cinq des dix-sept titres coécrits par Schroeder et enregistrés par Presley se classent numéro 1 des ventes aux États-Unis, dont It's Now or Never. La chanson, coécrite avec Wally Gold (en), est vendue à plus de 20 millions d'exemplaires dans le monde. Elle figure dans le « All-Time Hot 100 top songs », classement établi en 2008 par le magazine musical américain Billboard à l'occasion du 50e anniversaire du Billboard Hot 100. Parmi les autres titres signés Schroeder et Gold enregistrés par Presley figure notamment Good Luck Charm, qui se classe numéro 1 des ventes aux États-Unis et au Royaume-Uni lors de sa sortie en 1962.
À partir de 1960, Schroeder est également éditeur musical (music publisher). Il fonde le label indépendant Musicor Records, qui connaît le succès grâce à Gene Pitney, dont Schroeder est l'agent. Il revend son label en 1965,.